# Club de Fútbol Asturias
Il Club de Fútbol Asturias è stata una società calcistica messicana, con sede a Città del Messico. È noto per aver vinto il primo campionato professionistico messicano (nel 1944) nonché per aver vinto il maggior numero di coppe nazionali (8).

## Storia
Il club fu fondato a Città del Messico nel 1918 da un gruppo di spagnoli provenienti dalla regione delle Asturie capeggiati da  José Menéndez Aleu, Ángel Díaz e Antonio Martínez Cuétara. Iscritto in Primera Fuerza a partire dalla stagione 1919-1920, l'idea alla base della nascita del club era riunire tutti i calciatori originari della Spagna settentrionale in un'unica squadra.
Nella stagione 1921-1922 arrivò alla finale per l'assegnazione del titolo dove fu sconfitto per 2-0 dal Real Club España, ma riuscì a conquistare la Copa México battendo 4-1 proprio l'España. Sempre nello stesso anno entrò a far parte della polisportiva Centro Asturiano de México, diventandone la sezione calcistica. L'anno seguente vinse il primo campionato messicano terminando il torneo con un punto in più del Germania F.V. secondo.
Negli anni successivi arrivo più volte secondo, mentre nel 1926 e nel 1934 perse la finale per il titolo contro América e Real Club España. Nel 1938-1939 vinse il suo secondo campionato concludendo il torneo davanti all'Euzkadi.
Nel 1943-1944 nacque prima lega professionistica messicana e l'Asturias fu uno dei 10 club che vi presero parte. Classificatosi secondo, sconfisse il Real Club España nella finale dei playoff con il punteggio di 4-1, vincendo il primo titolo professionistico di campione del Messico.
Negli anni successivi non riuscì più a competere per la vittoria del campionato e nel 1950 si sciolse definitivamente insieme a Real Club España e Mocteczuma per via di incomprensioni con la Federazione messicana.

## Palmarès

### Competizioni nazionali
- Campionato messicano amatoriale: 2

1922-1923, 1938-1939
- Coppa del Messico amatoriale: 8

Copa Eliminatoria: 1921–22, 1922–23, 1923–24
Copa México: 1933–34, 1936–37, 1938–39, 1939–40, 1940–41
- Campionato messicano: 1

1943-1944

### Altri risultati
- Campionato messicano amatoriale

Finalista: 1921-1922, 1925-1926, 1933-1934